# Eleginus
Genre
Eleginus est un genre de poissons de la famille des Gadidae.

## Liste des espèces
Selon World Register of Marine Species (12 décembre 2020) :
- Eleginus gracilis (Tilesius, 1810)
- Eleginus nawaga (Walbaum, 1792)